# Bulbophyllum longiflorum
Bulbophyllum longiflorum är en orkidéart som beskrevs av Louis Marie Aubert Du Petit-Thouars. Bulbophyllum longiflorum ingår i släktet Bulbophyllum och familjen orkidéer. Inga underarter finns listade i Catalogue of Life.

## Bildgalleri

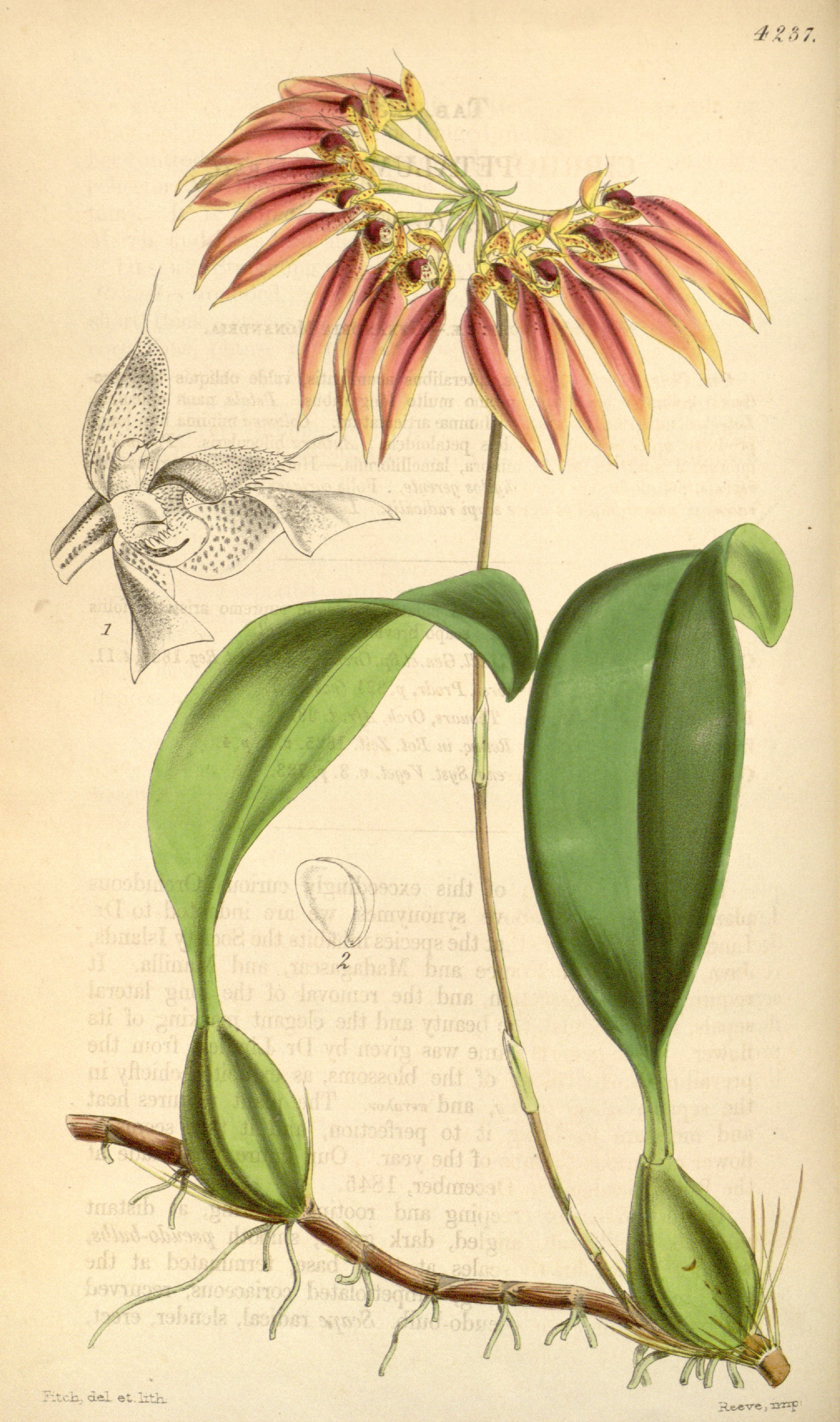
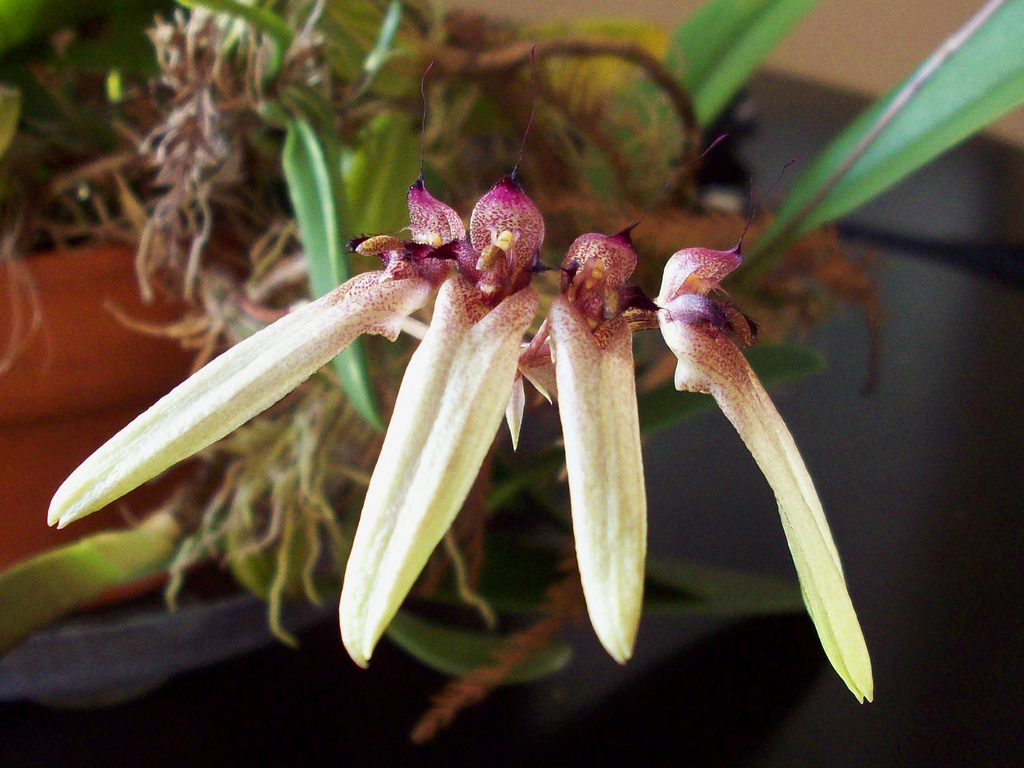
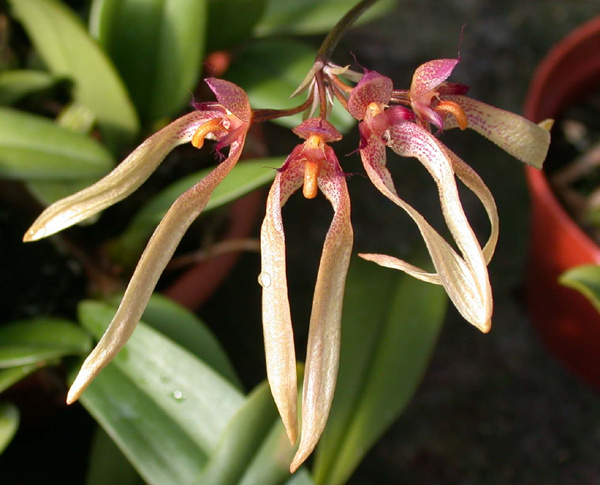
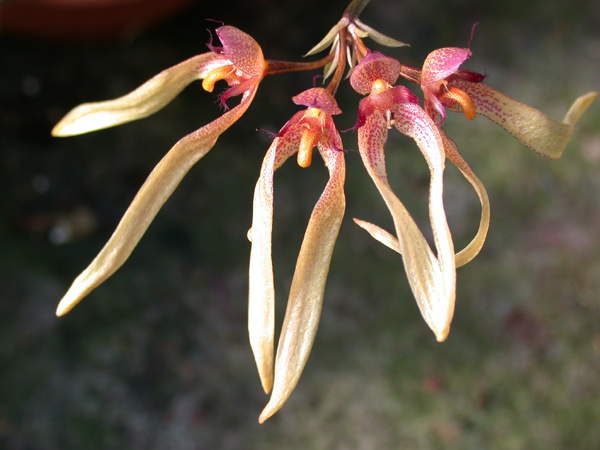
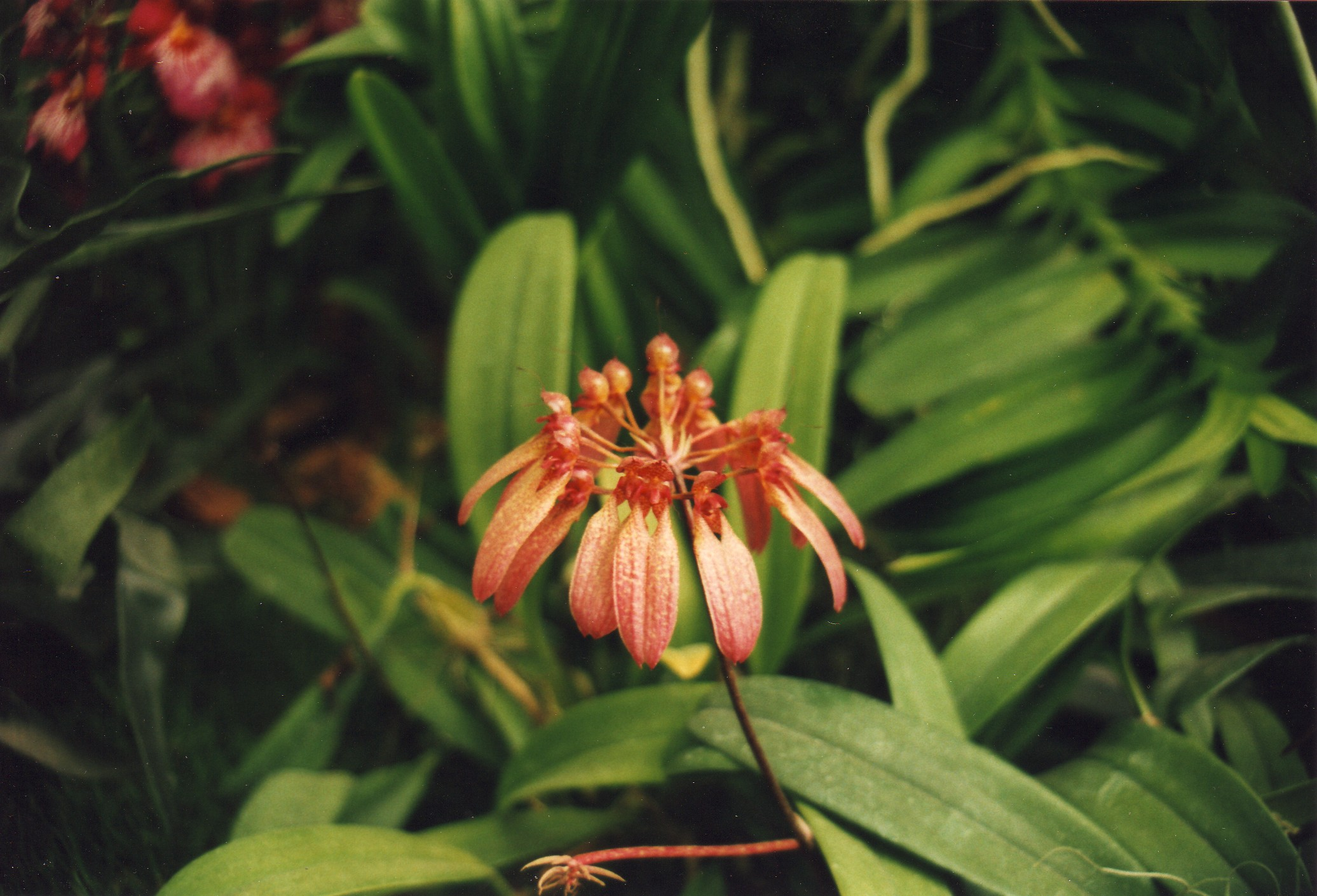
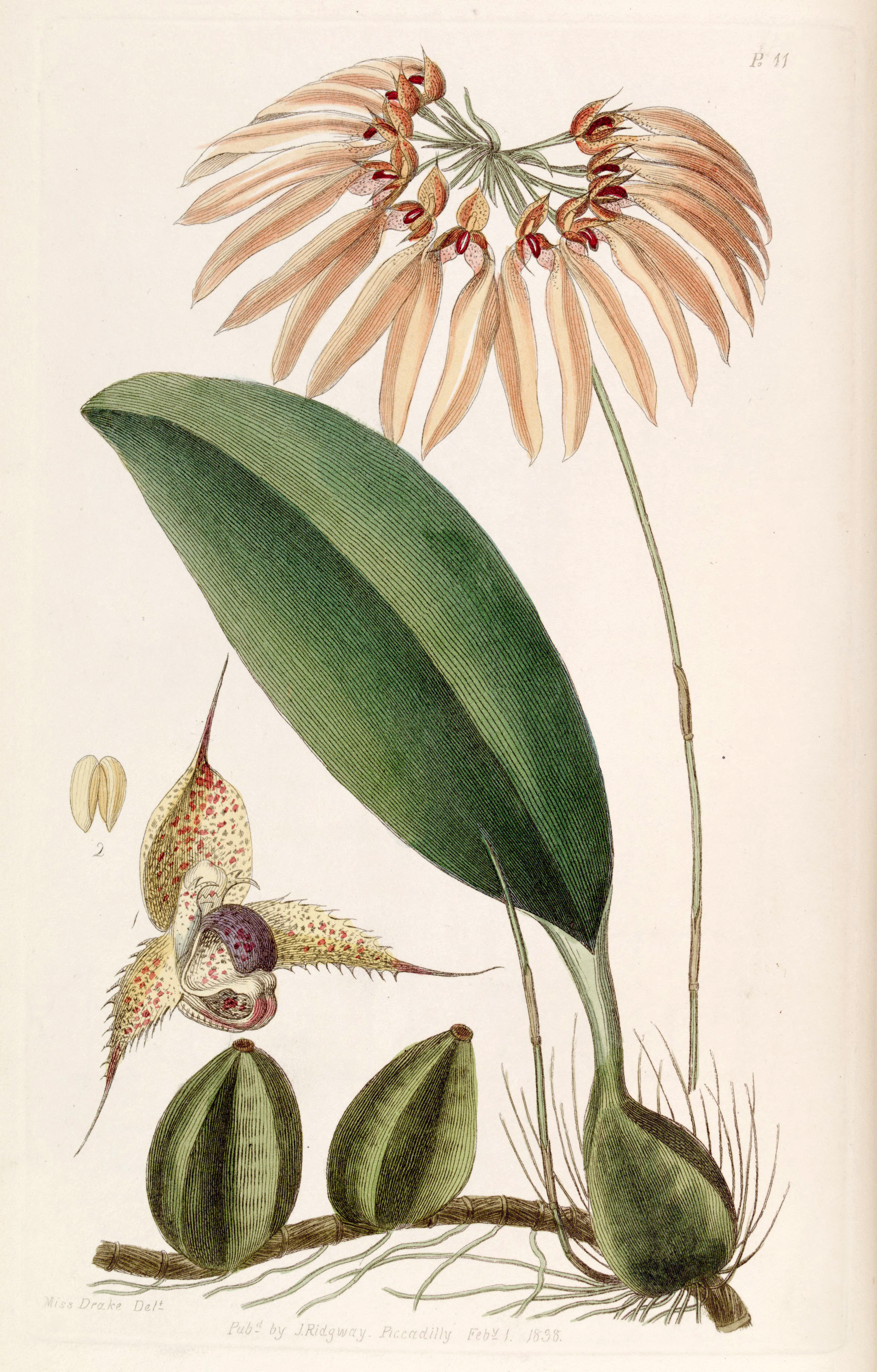